# Robert « IronE » Singleton
Robert "IronE" Singleton, né en 1975, est un acteur américain. Il est surtout connu pour son rôle de Theodore « T-Dog » Douglas dans la série télévisée de AMC The Walking Dead.

## Biographie
Singleton est né à Atlanta en Géorgie. Il a étudié à l'université de Géorgie.

## Filmographie

### Cinéma
- 2000 : Le Plus Beau des combats de Boaz Yakin : un des joueurs
- 2003 : Dead Wait de Alton Glass : Joon
- 2004 : My Uncle Jesus de Fernando Battle : Abner
- 2006 : Somebodies de Hadjii : Janoah
- 2007 : White Man Black Man Jew Man de lui-même : Revo
- 2009 : The Blind Side de John Lee Hancock : Alton
- 2011 : Le Pacte de Roger Donaldson : Scar
- 2012 : A Box for Rob de Renzo Vasquez : Tim

### Séries télévisées
- 2008 : Somebodies : Epitome (3 épisodes)
- 2009 : Les Frères Scott : un sans-abri (1 épisode)
- 2010 : Detroit 1-8-7 : Priest (1 épisode)
- 2010 - 2012 : The Walking Dead : T-Dog (rôle récurrent - 20 épisodes)
- 2011 : Single Ladies : Dion (1 épisode)
- 2011 - 2014 : Franklin and Bash : Bruce Mull / un travailleur (2 épisodes)
- 2016 - 2017 : The Grindhouse Radio : lui-même (2 épisodes)